# محوطه آغوزداربن
محوطه آغوزداربن در شهرستان املش، بخش رانکوه، دهستان کجید واقع شده و این اثر در تاریخ ۲ آبان ۱۳۸۲ با شمارهٔ ثبت ۱۰۶۸۴ به‌عنوان یکی از آثار ملی ایران به ثبت رسیده است.